# Paulína Snopková
Paulína Snopková (též Pavlína, rozená Šalátová; 22. června 1932, Udavské – 3. března 2019, Bratislava) byla slovenská paleontoložka, odbornice na palynologii.

## Život
Narodila se 22. června 1932 v obci Udavské u Humenného. Její starší bratr Ján Šalát vystudoval geologii a působil jako pedagog na Vysoké škole technické v Košicích. Absolvovala „Dívčí gymnázium“ v Bratislavě, kde maturovala v roce 1952. Následně nastoupila ke studiu biologie na Přírodovědecké fakultě Univerzity Komenského v Bratislavě, které úspěšně ukončila v roce 1957. V roce 1967 získala hodnost doktora přírodních věd (RNDr.)
Po skončení studia geologie v roce 1957 nastoupila do Geologického ústavu Dionýza Štúra, kde v biostratigrafickém výzkumu neogenních, paleogenních a starších sedimentů začala uplatňovat palynologickou metodu. Výsledky první etapy jejího palynologického výzkumu byly pozitivní. Poprvé stanovila základní pylová spektra z miocenních sedimentů z východní části Podunajské nížiny (eger – panon) a z Pováží (eggenburg – baden). Velkým přínosem bylo zařazení sladkovodních a brakických sedimentů, které se jinými biostratigrafickými metodami nepodařilo datovat. Taktéž vytvořila rekonstrukci paleoekologických a paleoklimatických poměrů. V roce 1978 sumarizovala svou práci a získala hodnost kandidáta geologických věd (CSc.)
Od roku 1961 se zabývala paleopalynologickým, paleoekologickým a paleoklimatologickým studiem sedimentů centrálněkarpatského paleogénu a paleogénu karpatského flyšového pásma východního Slovenska. Získané výsledky korelovala s výsledky stejně starých souvrství z území Česka, Německa, Polska, Ukrajiny a Maďarska. Tyto výsledky jsou stále platné a přesahují regionální rámec.
Spolu se svým manželem Laurencem Snopkem se pokusila paleopalynologické metody aplikovat i v paleozoických komplexech Spišsko-gemerského rudohoří (hlavně v gelnické skupině gemerika). V roce 1961 se jí podařilo zjistit palynomorfy (vzorky pylu, tedy mikrofosilie) v staropaleozoických, epizonálně metamorfovaných komplexech (do té doby považovaných za bezfosilní) z období svrchního kambria, ordoviku, siluru až spodního devonu. Výsledky byly kladně hodnoceny Ústředním ústavem geologickým v Praze a byly konzultovány se zahraničními palynology, zejména z Sovětského svazu (Leningrad), Rumunska a Bulharska. Stáří těchto mikrofosilií bylo o několik desítek let později potvrzeno i radiometrickými metodami datování. Paulína Snopková se věnovala i palynologickému výzkumu černých břidlic z vrtů podloží Vídeňské pánve, v nichž prokázala jejich převážně svrchnětriasové (karnské) stáří. Doložila svrchněkřídové (santon-kampanský) stáří tmavých jílovců, vyskytujících se ve vápencích gombaseckého lomu a též stáří sedimentů u Dobšinské ledové jeskyně ve Slovenském ráji.
Později, začátkem 90. let 20. století, vypracovala na základě palynologického korelačního studia paleogénu Západních Karpat s paleogénem Maďarska a Čech 10 korelačních tabulek, v nichž jsou uvedeny stratigraficky významné druhy pro korelační oblasti, a to od spodního eocénu až do svrchního oligocénu.

## Dílo
Výzkumem získané výsledky publikovala ve více než 60 odborných pracích v domácích a zahraničních časopisech. Mnohé jsou obsaženy (asi 150) v archivních zprávách uložených v Archivu ŠGÚDŠ (geofondu) v Bratislavě. Z jejích významnějších prací jsou to, např.:
- Andrusov, D. a Snopková, P., 1976: Trouvaille d'une palynoflore sénonienne dans le membre aconglomérats rouges de Dobšinská ľadová jaskyňa (Slovaquie Centrale). Geol. Zborn. Geol. Carpathica, 27, 2, s. 231 - 245.
- Snopková, P. a Snopko, L., 1979, Biostratigrafia gelnickej série v Spišsko-gemerskom rudohorí na základe palinologických výsledkov. Západ. Karpaty, Sér. Geol., 5, s. 5 7— 102.
- Snopková, P., 1980: Paleogene Sporomorphs from West Carpathians. Záp. Karpaty, Sér. paleont., 5, s. 7 –74
- Snopková, P., 1980: Spóry a peľové zrná. In : P. Gross, E. Köhler (eds.): Geológia Liptovskej kotliny, Geologický ústav Dionýza Štúra, Bratislava, 242 s.
- Ivanička, J., Snopko, L., Snopková, P. a Vozárová, A., 1989, Gelnica group – Lower unit of Spišsko-gemerské rudohorie Mts. (West Carpathians) Early Paleozoic, Geol. zborník - Geologica Carpathica, 40, 4, 483 - 501.
- Konzálová, M., Rakosi, L. a Snopková, P. 1993, Correlations of paleogene palynoflora from the Bohemia, Hungary, Slovakia. In: Paleofloristic and paleoclimatic changes during Cretaceous and Tertiary, Proceedings of the International Symposium 1992, Konf. symp. sem. GÚDŠ, Bratislava, s. 63 - 67.